# Dasyhelea longituba
Dasyhelea longituba är en tvåvingeart som beskrevs av Jean-Jacques Kieffer 1922. Dasyhelea longituba ingår i släktet Dasyhelea och familjen svidknott.
Artens utbredningsområde är Algeriet. Inga underarter finns listade i Catalogue of Life.